# Hadena atrax
Hadena atrax là một loài bướm đêm trong họ Noctuidae.